# Edifici a la plaça de les Eres, 16-17 (Calaf)
L'edifici situat a la Plaça de les Eres, 16-17, és una obra del municipi de Calaf (Anoia) inclosa en l'Inventari del Patrimoni Arquitectònic de Catalunya. És una casa de la qual només són destacables com a elements de façana, tota una sèrie d'elements ornamentals vegetals que es concentren exclusivament dalt les llindes dels balcons i que consisteixen en garlandes de flors i elements vegetals que emmarquen medallons d'escut al primer i segon pis, a l'últim pis la decoració consisteix en palmetes. La façana està arrebossada com un "encoixinat". Sembla una construcció d'inicis del segle xx.